# Marie Jacq
Marie Jacq, née le 28 juillet 1919 à Henvic (Finistère) et morte le 23 juin 2014 à Morlaix, est une femme politique française. 
Longtemps maire de Henvic, elle est députée socialiste du Finistère de 1978 à 1993, elle est vice-présidente de l'Assemblée nationale de 1981 à 1982. Elle est à l'origine de la première « Loi des conjoints collaborateurs destinée principalement aux femmes d'artisans et de commerçants ».

## Biographie

### Jeunesse et formation
Marie Kerrien naît le 28 juillet 1919 à Henvic dans le Finistère. Son père, Adrien Kerrien, travaille dans la marine marchande. Sa mère, Jeanne Marie, gérante de laiterie, milite à la Section française de l’internationale ouvrière (SFIO) au Havre, où ses parents se sont installés, tout en conservant leur maison familiale en Bretagne.
Marie Kerrien suit ses études à l’École primaire supérieure des Gobelins au Havre, où elle obtient le brevet d’études supérieures. Elle se destine à devenir institutrice mais n'obtient pas d’exeat. Elle change de projet professionnel après ses fiançailles avec Marcel Jacq.

### Carrière
Elle commence sa carrière comme secrétaire dans une entreprise familiale du bâtiment. À l'âge de 16 ans, elle entre aux Jeunesse socialistes.
Après la Libération, Marie Jacq adhère à la SFIO dans le Finistère. Elle occupe les fonctions de secrétaire de la section de Henvic. Elle siège au bureau fédéral à l’issue des congrès de Quimper en mars 1946 et Landerneau en août 1946. Elle est membre de la commission féminine nationale de la SFIO entre 1950 et 1960.
Aux élections législatives de juin 1951, elle est 4e sur la liste de la SFIO dans le Finistère conduite par Tanguy Prigent. Elle rejoint ce dernier, dont elle est proche, au Parti socialiste unifié (PSU) en octobre 1961.
Elle est élue maire d'Henvic en 1965, fonction qu'elle occupe jusqu'en 1989.
Elle est élue députée de la 4e circonscription du Finistère lors des élections législatives de 1978. Marylise Lebranchu est son assistante parlementaire. Après l'élection de François Mitterrand en 1981, elle est pressentie pour occuper un poste de ministre mais refuse d'intégrer le gouvernement.
Elle est réélue dans sa circonscription en 1981, 1986 et 1988. Elle est vice-présidente de l'Assemblée nationale, de 1981 à 1982.
Elle se retire de la vie politique en 1993 à l'âge de 74 ans.
Elle meurt le 23 juin 2014.

## Vie privée
Elle épouse Marcel Jacq, également militant de la SFIO, en août 1938 à Henvic. Elle est mère de deux enfants.

## Détail des mandats
- 1965-1989 : maire d'Henvic (Finistère)
- 1978-1993 : députée de la 4e circonscription du Finistère

## Décoration
- Chevalière de la Légion d'honneur[5] (1997).